# 拆案
《拆案》是一部2020年民国悬疑推理剧、改编自封与的小说《十二奇案》，由给我制作、博行娱乐联合出品，导演杨东亮 执导，并且由董璇、谷嘉诚、苏小玎、吕艳蓓领衔主演，王山水、卜宇鑫、王晓笛等演员主演，张雨绮、吴晓敏、崔鹏特别出演。该剧于2020年4月29日横店开机，2020年6月10日杀青。

## 播放平台
| 頻道   | 所在地 | 播出日期                                                    | 播出時間 | 備註                                                                                  |
| 爱奇艺 | 中国   | 2020年12月21日-2020年12月29日(会员） 2021年1月26日(非会员） | 中午12点 | 爱奇艺VIP会员：首更12集，每周一周二各更新4集 非会员：每周一周二各更新2集 海外同步更新 |

## 演員表

### 主要演员
| 演員   | 角色   | 简介 |
| 董璇   | 车素薇 | 上海法租界中央巡捕房法醫 前任督察長車佑雲之女。 法醫，秉持公正信條，以精湛的專業實力助攻懸案偵破。內心細緻﹐貌美幹練﹐解讀能力強。喜歡顧遠，在顧遠受傷成為植物人時，車素薇放棄了巡捕房的工作，每日盡心的照顧顧遠。                                                        |
| 谷嘉诚 | 顾远   | 上海法租界中央巡捕房新任探长 空降任職中央巡捕房探長。他帶領副探長康一臣、法醫車素薇，抽絲剝繭，調查上海租界的各種怪案。智慧果敢且绅士，過去曾破不少奇案。略懂風水，在外幾乎不離手的杖藏有機關。顧遠獨自前往案發現場尋找線索時，被槍打中腦部受了重傷，他也因此成為植物人。 |
| 苏小玎 | 康一臣 | 上海法租界中央巡捕房副探长 長江商會會長之子，有點自戀，總覺得自己能力出眾，风流潇洒，自称「沪上第一神探」。本以為自己會升職，沒想到新探長竟是空降的顧遠，於是一直在暗地裏和顧遠較量。                                                                                     |
| 吕艳蓓 | 曹青萝 | 報社記者 市長女兒，車素薇的閨蜜、顧遠的迷妹、康一臣的歡喜冤家，個性爛漫活潑，善於打聽各種巡捕房的第一手消息。從小就認識康一臣，經常提供辦案線索給康一臣，被其暱稱為「小蘿蔔」。她也在每一場關於正義的追逐中慢慢成長。                                                     |

### 其他演員
| 演員   | 角色   | 简介 |
| 崔鵬   | 盧世明 | 上海法租界中央巡捕房督察長 |
| 张雨绮 | 公输春 | 医生 中醫生，心若明鏡且擁有高超的針灸技藝，美貌與智慧兼備。最瞭解顧遠，也是唯一知曉顧遠過去，並幫助顧遠走過黑暗痛苦時期的人，為顧遠解開迷津，讓顧遠抓出連環殺人案的兇手。 |
| 喬振宇 | 盧世君 | 神秘人物，疑似跟車素薇失蹤有關。 |
| 何湧生 | 車佑雲 | |
| 王蒙漢 | 報童   | |
| 籍皓   | 記錄員 | |

### 長江商會
| 演員   | 角色   | 简介                                                                                          |
| 閔政   | 康少卿 | 長江商會會長 康一臣父親，被康一臣稱為「老頭」，父子關係看上去不大好，其實非常疼愛和關注兒子。 |
| 卜宇鑫 | 王五六 | 康一臣心腹，願意為其出生入死。                                                                |
| 王志鵬 | 程海   | 康少卿的左右手，後為其擋槍而死。                                                              |

### 第一案·瘦高鬼
| 演員   | 角色   | 简介                                                                      |
| 王晓笛 | 白悠夢 | 白府大小姐 已逝白夫人之子，平日裡足不出戶，極其疼愛暖春並難過其不辭而別。 |
| 何聪睿 | 白時英 | 白府少爺                                                                  |
| 王錚   | 二姨太 | 白時英母親                                                                |
| 張柯影 | 暖春   | 白悠夢的貼身丫鬟                                                          |
| 劉肖雅 | 蓮子   | 白府下人，離奇死亡                                                        |
| 丁宏   | 黃小虎 | 白府下人，離奇死亡                                                        |
| 于春   | 白老爺 | 白悠夢、白時英父親，因頭部受傷昏迷住院中。知道白悠夢和暖春的秘密。        |
| 王蒙沁 |        | 萬聖節進入商店要糖卻被瘦高鬼驚嚇的小男孩                                  |
| 小酒窩 |        | 萬聖節進入商店要糖卻被瘦高鬼驚嚇的小女孩                                  |

### 第二案·死亡时间
| 演員   | 角色   | 简介                                                                  |
| 白海龍 | 聶昆侖 |                                                                       |
| 董娓君 | 聶盈杰 | 聶昆侖之女 高志航妻子，和丈夫同為教師。                               |
| 代庭睿 | 高志航 | 聶昆侖女婿 聶盈杰丈夫，和妻子同為教師。真實身分為孫嘉彤的弟弟孫嘉誠。 |
| 王遼   | 陳炳亮 | 陳氏貿易公司老闆，離奇墜樓。                                          |
| 余巍   | 趙東霖 | 賭場老闆                                                              |
| 沈凱   | 王海濤 | 大使館高級翻譯                                                        |
| 趙洪武 | 張立志 |                                                                       |
| 劉佳榆 | 孫嘉彤 | 二十年前遭姦殺的少女                                                  |
|        |        | 鐘錶行師傅                                                            |

### 第三案·殭屍格格
| 演員   | 角色          | 簡介                                                                                            |
| 國恩龍 | 農海逸        | 服裝店老闆 在德國時因私自進行人體實驗而被醫學院開除，對此懷恨在心並利用思琪拐騙受害者來做實驗。 |
| 張昊翔 | 李英          | 太監 大清滅亡後投靠魁幫，成為魁幫摘星閣管事。在宮中時受思琪幫助而對其一往情深。                 |
| 楊亭   | 愛新覺羅·思琪 | 清末格格 曾幫助被欺負的李英，將他調到自己宮中。毀容後遇見農海逸並以心相許卻不知已被其利用。     |

### 第四案·借尸还魂
| 演員   | 角色   | 简介 |
| 王廣濱 | 司鴻飛 | 上海灘名醫 愛慕杜若凝，願意為其做任何事。                                                                 |
| 王爭   | 呂善人 | 慈善家 想盡各種辦法要治好妻子的病，在司鴻飛提議下為其換壽。得知愛妻已死後在家中開槍殉情。                 |
| 吳曉敏 | 溫娉   | 呂夫人 患有肺癆，後死於和自己有相同外貌的杜若凝之手。                                                     |
| 吳曉敏 | 杜若凝 | 杜府千金 患有心臟病。單方面迷戀呂善人，妄想取代其妻，在司鴻飛幫助下殺死並冒充和自己長得一模一樣的呂夫人。 |
| 李保民 | 啞叔   | |
| 楊曉波 | 杜老爺 | |
| 李艷英 | 杜夫人 | |

### 第五案·冥婚索命
| 演員   | 角色   | 简介                                                              |
| 王山水 | 張恆   | 魔術師 宋曉柔的丈夫、張倩倩的哥哥。                               |
| 張慧頤 | 張倩倩 | 張恆的妹妹                                                        |
| 賴婧   | 宋小柔 | 大銀行家千金 張恆的孕妻，和素薇是老同學。                         |
| 劉宇航 | 周誠   | 車伕 愛慕宋曉柔，為保護她而被車撞死。                             |
| 楊祥君 | 周母   | 周誠母親 認為兒子被宋小柔間接害死，受到慫恿將其綁架並跟周誠冥婚。 |
| 王軍   | 孫建業 | 雲飛修理廠老闆 隸屬魁幫，和李英是拜把兄弟。                       |

### 第六案·致命剧本
| 演員   | 角色   | 简介                                                                                        |
| 栾茗媛 | 翁梅   | 上海灘當紅女演員 跟導演相互傾心，卻因神似康少卿亡妻而被迫成為他的女人，後與導演私奔、秘婚。 |
| 穆予涵 | 沈冰清 | 電影女星 想紅而編造故事來炒作。                                                             |
| 李俊葦 | 林家新 | 電影導演 跟翁梅相互傾心卻不能公開，後冒生命危險帶翁梅私奔、秘婚。                           |

## 電視劇歌曲
| 曲序 | 曲目                        |      | 作曲 | 编曲   | 演唱 |
| ---- | --------------------------- | ---- | ---- | ------ | ---- |
| 1.   | 《偷梦人》（主题曲/片尾曲） | 付豪 | 付豪 | 孟令达 | 付豪 |